# کونراو
کونراو (به آلمانی: Kunrau) یک منطقهٔ مسکونی در آلمان است که در کلوتزه واقع شده‌است.
 کونراو  ۹۲۰ نفر جمعیت دارد.